# Gwen Jorgensen
Gwen Rosemary Jorgensen (Waukesha, 25 de abril de 1986) es una deportista estadounidense que compite en triatlón.
Participó en dos Juegos Olímpicos de Verano, en los años 2012 y 2016, obteniendo la medalla de oro en Río de Janeiro 2016, en la prueba femenina.
Ganó tres medallas en el Campeonato Mundial de Triatlón entre los años 2014 y 2016, y dos medallas en el Campeonato Mundial de Triatlón por Relevos Mixtos, en los años 2013 y 2016.>
Además, consiguió dos medallas en el Campeonato Panamericano de Triatlón, en los años 2010 y 2023.

## Palmarés internacional
| Juegos Olímpicos                      | Juegos Olímpicos         | Juegos Olímpicos  | Juegos Olímpicos |
| Año                                   | Lugar                    | Medalla           | Prueba           |
| ------------------------------------- | ------------------------ | ----------------- | ---------------- |
| 2016                                  | Río de Janeiro (Brasil)  | Medalla de oro    | Individual       |
| Campeonato Mundial                    |                          |                   |                  |
| Año                                   | Lugar                    | Medalla           | Prueba           |
| 2014                                  | Edmonton (Canadá)        | Medalla de oro    | Individual       |
| 2015                                  | Chicago (Estados Unidos) | Medalla de oro    | Individual       |
| 2016                                  | Cozumel (México)         | Medalla de plata  | Individual       |
| Campeonato Mundial por Relevos Mixtos |                          |                   |                  |
| Año                                   | Lugar                    | Medalla           | Prueba           |
| 2013                                  | Hamburgo (Alemania)      | Medalla de bronce | Relevo mixto     |
| 2016                                  | Hamburgo (Alemania)      | Medalla de oro    | Relevo mixto     |
| Campeonato Panamericano               |                          |                   |                  |
| Año                                   | Lugar                    | Medalla           | Prueba           |
| 2010                                  | Puerto Vallarta (México) | Medalla de plata  | Individual       |
| 2023                                  | Huatulco (México)        | Medalla de oro    | Relevo mixto     |